# Modeste M'bami
Modeste M'bami ou M'Bami (Yaoundé, 9 de outubro de 1982 – Le Havre, 7 de janeiro de 2023) foi um futebolista camaronês que atuou como volante.

## Carreira
Começou a carreira em 1999, no Dynamo FC Douala. Foi contratado pelo Paris Saint Germain em 2003, onde conquistou a Copa da França em 2004 e 2006.
Logo no começo de 2006, M'bami foi ao Olympique Marseille, onde permaneceu até 2009, quando se transferiu para o Almería.

## Seleção
Pela Seleção Camaronesa de Futebol, jogou 28 vezes e marcou sete gols; foi campeão olímpico em Sydney 2000. Nas quartas-de-final desta competição, marcou o gol que eliminou a Seleção Brasileira.

## Morte
M'bami morreu em 7 de janeiro de 2023, aos quarenta anos de idade, devido a um ataque cardíaco.